# أجبني 1994
أجبني 1994 (بالكورية: 응답하라 1994)؛ هو مسلسل تلفزيوني كوري جنوبي، من بطولة غو أرا، جونغ وو وسون هو جون، تم عرض المسلسل على قناة تي في إن في 18 أكتوبر حتى 28 ديسمبر 2013.

## روابط خارجية
أجبني 1994 على موقع IMDb (الإنجليزية)
- أجبني 1994 على موقع نتفليكس (الإنجليزية)
- أجبني 1994 على موقع كينوبويسك (الروسية)
- أجبني 1994 على موقع قاعدة بيانات الفيلم (الإنجليزية)